# Black box (techniek)
Black box was de bijnaam voor de zwarte gereedschapskist op de FN M 70 Sahara-motorfiets uit 1927, maar de naam wordt tegenwoordig gebruikt voor het kastje waarin zich elektronische apparatuur bevindt. Meestal is dit de elektronische ontsteking, soms telemetrie-apparatuur van wegrace-motoren.